# Volo Delta Air Lines 705
Il volo Delta Air Lines 705 (numero del volo: DL705, nominativo radio: DELTA 705) era un volo interno regolarmente programmato della Delta Air Lines partito dall'aeroporto municipale di Chicago e diretto all'Aeroporto Internazionale di Miami.
Il 10 marzo 1948, il Douglas DC-4 che lo operava si schiantò durante la fase di decollo dall'aeroporto di Chicago. L'incidente, avvenuto durante la salita iniziale, uccise 12 delle 13 persone a bordo. La causa era da ricercarsi in una perdita di controllabilità longitudinale, ma cosa può aver provocato il disastro è sconosciuto.

## L'aereo
L'aereo era un Douglas DC-4 con numero di serie 18390, costruito durante la seconda guerra mondiale come versione militare C-54B-15-DO presso la fabbrica Douglas Aircraft Company di Santa Monica, California, con numero di registrazione militare 43-17190. Dopo il suo assemblaggio finale nel 1944 fu consegnato alla United States Army Air Forces (USAAF). Dopo la fine del suo servizio militare, l'aereo venne riconvertito in un DC-4 civile e registrato per la Delta Air Lines il 29 aprile 1946 con numero di registrazione civile NC37478. Il velivolo era equipaggiato con quattro motori radiali Pratt & Whitney R-2000-2SD-13G Twin Wasp. Al momento dell'incidente aveva volato per 6.509 ore.

## Equipaggio
A bordo erano presenti nove passeggeri e quattro membri d'equipaggio. Il capitano era il trentaseienne Grover L. Holloway, che lavorava per Delta Air Lines dal 1939. Aveva un'esperienza complessiva di 9.830 ore di volo, di cui 1.611 su un Douglas DC-4. Il primo ufficiale era il ventiseienne John S. Disosway, che era con Delta Air Lines dal 1946 dopo aver maturato una vasta esperienza come pilota nell'USAAF. Aveva 2.976 ore di esperienza di volo, di cui 1.366 sul Douglas DC-4.

## L'incidente
Il 10 marzo 1948 l'aereo inizialmente volò dall'aeroporto internazionale di Miami all'aeroporto municipale di Chicago, dove atterrò alle 21:06. Per il volo di ritorno, il velivolo partì dal gate alle 22:45 e decollò dalla pista di destra in direzione sud alle 22:57. Al momento del decollo stava nevicando. Il decollo sembrò normale fino a raggiungere un'altitudine di 150-200 piedi. L'aereo assunse un angolo di beccheggio sempre più ripido fino a salire quasi verticalmente. A un'altitudine di 500-800 piedi, si verificò uno stallo e l'aereo cadde con il muso in avanti e con l'ala destra che toccò per prima il suolo. Venne effettuato un parziale recupero dallo stallo prima che il DC-4 si schiantasse al suolo e prendesse fuoco. A seguito dell'incidente, l'aereo prese fuoco. Dopo un'ora l'incendio non era ancora stato spento e bruciò tutto. I quattro membri d'equipaggio e otto dei nove passeggeri morirono.

## L'indagine
L'incidente venne indagato dal Civil Aeronautics Board. Più di un anno dopo l'incidente, il 13 giugno 1949, gli investigatori pubblicarono il loro rapporto, nel quale furono in grado di determinare la causa dell'incidente come una perdita di controllabilità longitudinale dell'aereo. Tuttavia, non poterono determinare la causa della perdita di controllo.